# Jewhenija Fiłonenko
Jewhenija Fiłonenko, ukr. Євгенія Філоненко (ur. 12 sierpnia 1982 w Dnieprze) – ukraińska łyżwiarka figurowa, startująca w parach sportowych. Uczestniczka igrzysk olimpijskich w Nagano (1998), dwukrotna medalistka mistrzostw świata juniorów (1995, 1996) oraz mistrzyni Ukrainy (1998). Zakończyła karierę amatorską w 1999 roku.

## Życiorys
W 1995 roku Fiłonenko i Marczenko zdobyli brązowy medal mistrzostw świata juniorów. Rok później na imprezie tej samej rangi w Brisbane wywalczyli srebro.
Fiłonenko i Marczenko czterokrotnie uczestniczyli w mistrzostwach Europy. W 1996 roku w Sofii oraz w 1997 roku w Paryżu zajęli 11. miejsce, w 1998 roku w Mediolanie uplasowali się na szóstym miejscu, a rok później w Pradze na dziewiątym.
W 1998 roku para wzięła udział w igrzyskach olimpijskich 1998 w Nagano i zajęła 11. miejsce w zawodach par sportowych. Fiłonenko była najmłodszą uczestniczką zawodów olimpijskich w łyżwiarstwie figurowym w Nagano, podczas których miała niespełna 16 lat. W tym samym roku Fiłonenko i Marczenko wystąpili na mistrzostwach świata i uplasowali się na 12. miejscu.
Fiłonenko i Marczenko dwukrotnie stanęli na podium mistrzostw Ukrainy – w 1997 roku zdobyli srebrny medal, a rok później złoty.
Od 1999 roku Jewhenija Fiłonenko występowała w barwach Gruzji, startując w parze z Aleksandrem Czestnichem, który wcześniej reprezentował Armenię. W 2000 roku para zajęła 16. miejsce w mistrzostwach świata oraz w mistrzostwach Europy.

## Osiągnięcia

### Z Aleksandrem Czestnichem (Gruzja)
| Mistrzostwa świata | 16 |
| Mistrzostwa Europy | 16 |

### Z Ihorem Marczenko (Ukraina)
| Zawody                | 93–94          | 94–95          | 95–96          | 96–97          | 97–98          | 98–99          |                |                |                |                |                |                |                |                |                |                |                |
| Międzynarodowe        | Międzynarodowe | Międzynarodowe | Międzynarodowe | Międzynarodowe | Międzynarodowe | Międzynarodowe | Międzynarodowe | Międzynarodowe | Międzynarodowe | Międzynarodowe | Międzynarodowe | Międzynarodowe | Międzynarodowe | Międzynarodowe | Międzynarodowe | Międzynarodowe | Międzynarodowe |
| --------------------- | -------------- | -------------- | -------------- | -------------- | -------------- | -------------- | -------------- | -------------- | -------------- | -------------- | -------------- | -------------- | -------------- | -------------- | -------------- | -------------- | -------------- |
| Igrzyska olimpijskie  |                |                |                |                | 11             |                |                |                |                |                |                |                |                |                |                |                |                |
| Mistrzostwa świata    |                |                |                |                | 12             |                |                |                |                |                |                |                |                |                |                |                |                |
| Mistrzostwa Europy    |                |                | 11             | 11             | 6              | 9              |                |                |                |                |                |                |                |                |                |                |                |
| Cup of Russia         |                |                |                | 8              |                |                |                |                |                |                |                |                |                |                |                |                |                |
| Nebelhorn Trophy      |                |                |                |                | 1              |                |                |                |                |                |                |                |                |                |                |                |                |
| Skate Israel          |                |                |                | 1              |                |                |                |                |                |                |                |                |                |                |                |                |                |
| Sparkassen Cup on Ice |                |                |                |                | 3              |                |                |                |                |                |                |                |                |                |                |                |                |
| Krajowe               |                |                |                |                |                |                |                |                |                |                |                |                |                |                |                |                |                |
| Mistrzostwa Ukrainy   | 4              |                | 4              | 2              | 1              |                |                |                |                |                |                |                |                |                |                |                |                |